# Retrogradna analiza
|    | |    |    |    |    |    |    |
|    | \| \| \| \| \| \| \| \| \| \| \| \| \| \| \| \| \| \| \| \| \| \| \| \| \| \| \| \| \| \| \| \| \| \| \| \| \| \| \| \| \| \| \| \| \| \| \| \| \| \| \| \| \| \| \| \| \| \| \| \| \| \| \| \| \| \| \| \| \| \| \| \| |    |    |    |    |    |    |
|    | |    |    |    |    |    |    |
| a8 | b8 | c8 | d8 | e8 | f8 | g8 | h8 |
| a7 | b7 | c7 | d7 | e7 | f7 | g7 | h7 |
| a6 | b6 | c6 | d6 | e6 | f6 | g6 | h6 |
| a5 | b5 | c5 | d5 | e5 | f5 | g5 | h5 |
| a4 | b4 | c4 | d4 | e4 | f4 | g4 | h4 |
| a3 | b3 | c3 | d3 | e3 | f3 | g3 | h3 |
| a2 | b2 | c2 | d2 | e2 | f2 | g2 | h2 |
| a1 | b1 | c1 | d1 | e1 | f1 | g1 | h1 |

| a8 | b8 | c8 | d8 | e8 | f8 | g8 | h8 |
| a7 | b7 | c7 | d7 | e7 | f7 | g7 | h7 |
| a6 | b6 | c6 | d6 | e6 | f6 | g6 | h6 |
| a5 | b5 | c5 | d5 | e5 | f5 | g5 | h5 |
| a4 | b4 | c4 | d4 | e4 | f4 | g4 | h4 |
| a3 | b3 | c3 | d3 | e3 | f3 | g3 | h3 |
| a2 | b2 | c2 | d2 | e2 | f2 | g2 | h2 |
| a1 | b1 | c1 | d1 | e1 | f1 | g1 | h1 |

Retrogradna analiza (retroanaliza) je zvrst šahovskih problemov, ki  se ukvarja s preteklostjo določene pozicije. Namesto običajnih nalog »Mat v n potezah« so tu postavljena vprašanja kot »Kaj je bila zadnja poteza belega?«, »Katera je bila prva poteza belega lovca?« ali »Lahko beli še rokira?«
Retrogradna analiza se uporablja tudi pri neposrednih matnih problemih, kadar se ugotavlja pravica do rokade ali jemanja mimogrede (en passant). Razširjen tip problemov retrogradne analize so najkrajše dokazne partije. Reševalec mora najti natančen potek partije od začetka do podane pozicije v določenem številu potez.
V položaju na diagramu beli lahko rokira na kraljevo stran (0-0). Ali lahko rokira tudi črni? 
Rokada je mogoča, če se niti kralj niti ustrezna trdnjava še nista premikala. Pri retroanalitičnih problemih predpostavljamo, da je pozicija legalna, to je, da je do nje mogoče priti iz začetne pozicije z običajnimi šahovskimi pravili, pa čeprav so poteze še tako neobičajne.
Rešitev: Če želimo ovreči rokado, moramo dokazati, da se je ali kralj ali ustrezna trdnjava že premikala. Kmet na h6 je jemal belo figuro, katero? Belemu manjkajo tri figure, dama, lovec in kmet. Dama odpade, ker bi se moral premakniti beli kralj in bela rokada bi bila izgubljena. Lovec tudi ni mogel biti, saj je belopoljni in ni mogel pasti na h6. Tudi kmet ni mogel pasti neposredno, saj sploh ni mogel priti na h-linijo, saj črnemu na manjka nobena figura. Ostane le še ena možnost, na h6 je padla promovirana figura. Vendar je kmet promoviral po jemanju na h6, saj sicer ni mogel na polje promocije g8. Torej je pravzaprav promovirana figura še na plošči, padla pa je originalna figura. Katera? Edini figuri, ki sta se lahko vrnili na izhodiščni položaj sta skakač (bodisi b1 ali g1) ali trdnjava h1. Trdnjava ni bila, ker bi to pomenilo izgubo bele rokade. Ostane nam torej skakač. Ker se skakač lahko brez težav vrne domov, kaže da ne moremo ugotoviti nič o črni rokadi. Vendar, kam pa je skočil skakač s polja g8 po promociji? Na h6 ni mogel, ker je bilo takrat polje zasedeno, torej je skočil na f6. S tem pa je bil črni v šahu in ker ni jemal skakača ostane le še premik črnega kralja (seveda je moral biti prej začasno umaknjen lovec f8) in posledično izguba rokade.
Če povzamemo vrstni red: najprej je na h6 je padel beli skakač, naredil pot za promocijo kmeta na g8 v novega skakača, ki se je čez f6 vrnil domov. Ostali manjkajoči beli figuri (dama in lovec) nista bistveni, lahko bi pravzaprav tudi bili na deski.
Dokazna partija:

1. Sf3 Sf6 2. Sh4 Sd5 3. Sf5 Se3 4. Sh6 gxh6 5. g3 Sxd1 6. g4 Se3 7. g5 Sxf1 8. g6 Se3 9. g7 Sd5 10. g8=S Lg7 11. Sf6+ Kf8 12. Sg4 Ke8 13. Se5 Lf8 14. Sf3 Sf6 15. Sg1 Sg8